# 与良正男
与良 正男（よら まさお、1957年 - ）は、政治部記者。毎日新聞客員編集委員。

## 来歴
静岡県浜北市（現：浜松市浜名区）出身。静岡県立磐田南高等学校、名古屋大学文学部卒業後、1981年4月毎日新聞社入社。
中部本社報道部から、1989年、東京本社政治部配属となり、自民党の安倍晋太郎をはじめ安倍派・三塚派を長く担当した。森内閣発足時の2000年春から1年間、官邸クラブ、野党、外務省各担当キャップ。2004年から論説委員、2010年から2012年3月まで論説副委員長となり、同年4月付で役付けが外れ、2014年から専門編集委員となる。
2023年3月31日、毎日新聞社を定年退職。以降は、ジャーナリスト、毎日新聞客員編集委員として活動。
また、早稲田大学政治経済学術院公共経営研究科客員教授。文部科学省熟議懇談会委員、21世紀臨調運営委員も務めた。

## 人物
- メガネとチョビ髭とキャップが特徴。

## 主張・論説
- 新聞の役割を高く評価しており、「マスコミが高い志を持って政治報道をしなければ、日本の政治がみすぼらしくなってしまう」「『(社会の)仕組みを変えよう』と提起するのが私たちの仕事だ」[6]「テレビは本当に怖いメディア。こんな時代こそ新聞。物事をどう見るかという部分で頼りにされている」などの発言をしている[7]。
- 「与野党双方の批判は公平・中立であるように見えるが「政治なんてだれがやってもダメ」という政治不信を助長するばかりである」として[8]、民主党への賛同と自民党への批判を新聞やテレビで展開している。

### 読売新聞への批判
- 2007年の大連立騒動の際、仲介者とされる読売新聞主筆・渡邉恒雄について「マスコミと政治家は距離を置くべき」と批判したが、与良自身は度々政治家と食事をしたとテレビで語っていた。
- 2009年、政党職員が「最近のメディアは、げすの勘ぐりみたいなものを前面に出すことが、建前を排して真相を突くことだと勘違いしているようです。本来の理念に立ったうえで批判すべきは批判し、改革すべきはその方向を示す、といった書生っぽさが必要では」と与良に苦言を呈すと、与良はこのメディアを読売新聞と解釈し、読売新聞に報道姿勢を見直すべきではないかと毎日新聞のコラム掲載した[6]。
- 2009年、衆参の両院協議会で民主党が定額給付金への反対を理由に審議の引き伸ばしを行うと「両院協を予算案修正の場とみなし、給付金の削除や削減を求めるという今回の野党の対応は、ねじれ克服の一つの方法だ」と評価し、「両院協を審議引き延ばしに使うな」と民主党を社説で批判した読売新聞などを「議論の中身や評価は二の次で、与野党の思惑だの駆け引きだのをしたり顔で解説するだけだった」と毎日新聞のコラムで揶揄した。

### 民主党政権前の政局報道
- 毎日新聞の官邸キャップとして森内閣を取材したが、官邸キャップとして「政策の記事をほとんど書いた記憶がない。毎日、失言ばかりを追いかけていた」と回想している[4]。なお、森喜朗自身は退陣後に「あるテレビ局のキャップが首相官邸で、「森政権なんか、三ヵ月で潰してやる」と豪語していたと後で聞かされました」と証言している[9]。その後、TBSのみのもんたの朝ズバッ! でコメンテーターに起用される。

### 麻生内閣
- 麻生内閣が成立すると、麻生太郎首相を「『何となく』『基本的には』『いわゆる』が口癖で、具体的に政策について聞かれるとおどおどした表情を見せることさえある」「今の与党にはもう政権担当能力がないのではと思う」[10]などの持論を毎日新聞に寄稿し、麻生内閣の退陣と解散総選挙による政権交代の実現を主張した。また「政権交代が実現した場合、民主党には政権担当能力があると思うか」という質問に対しては「民主党の政策についても解説や分析をすることができないため結局は、やってみないことには分からない」と回答した。与良はこの回答を「一番誠実な答え方」と自賛している[11]。

### 民主党政権発足後の政局報道
鳩山由紀夫内閣の政策が迷走を始めると「政権交代による混乱はむしろ当り前なのだ。多くの国民はある程度覚悟したうえで、１票を投じたのではないだろうか」「国民は自民党よりは民主党のほうが、まだましと感じている」などの記事を寄稿し、民主党政権を擁護している。

### 立花隆による「大本営発表」批判
さらに与良は、「不安や懸念ばかりを書き立てることが、今度の衆議院選で『チェンジ』を求め、政権交代を選んだ多くの有権者の期待に応える報道だろうか。（…）性急に結論を求めるのではなく、ここは一つでも二つでも改革が進むように政権の背中を押すのがマスメディアの仕事ではないか」として、民主党政権を支援することがメディアの役割だと断じた。このような与良の民主党政権擁護の姿勢に対し、ジャーナリストの立花隆は、以下のように痛切に批判した。「いまの鳩山政権は相当にひどい状態で、不安と懸念がいっぱいなのだが、それには目をつぶって、現政権の後押しをするのが、マスメディアの役割と（与良は）いっているのだ。それは別の表現で言えば、あの戦争の時代、『国家総動員』の時代、あるいは『大本営発表』の時代にメディアがやっていたようなことをまたやるべきだといっているのに等しい」。これに対し与良は「単純に政治を批判していれば済む時代ではなくなったのではないか。そう問題提起をしたかったのだが、通じない人にはなかなか通じない」と反論した。そして、その後もほぼ一貫して民主党政権の擁護を続けた（詳細は以下）。

### 鳩山由紀夫内閣
- 鳩山由紀夫内閣の内閣支持率が急低下すると「各社が回数を競い合うように年中、調査を実施し、内閣支持率が下がれば大事件が起きたかのように報じる。それが世の中の失望感をさらに増幅させ、政治家もまた右往左往する。」「20年以上前の自民党政権のように権力が強大だったころと比べて、今の政治は本当にひ弱だ。だからメディアも日々、政治にいちゃもんさえつけていればいいという発想を変えるべき」と述べ、マスコミに対して、ネガティブな報道を控えるように主張した。また、国民に対しては「国民が辛抱強くリーダーを育てていく時代」であるとして、鳩山由紀夫総理大臣を支えるように訴えた[17]。
- 鳩山由紀夫総理大臣の「普天間基地移設問題を2010年5月末までに決着させる」という発言について、与良は「（鳩山は）けっこう粘り強い人」とコメントして、その実現を疑問視する声に反論した[18]。しかし鳩山は移設問題を「解決」することなく、現行案に回帰して退陣した。

### 菅直人内閣
- 延坪島砲撃事件で菅直人内閣の危機管理意識に対する批判が高まると、「自民党をはじめ野党は批判しているだけでいいのか」と野党を非難し、「『私たちも弱い内閣を手助けする』と言った方が信頼は高まるのではないか。」と野党に対して菅直人内閣を支えるように求めた[19]。
- 東日本大震災で菅直人内閣の復興支援政策や二次被害防止対策が不十分だったことに批判が高まると「（菅総理が）もし辞めるとしたら誰が首相になって、どんな体制を作ったら、今の状況を乗り切れるだろうか」と反論した[20]。その後、菅直人内閣総理大臣への退陣要求への機運が高まると、与良は「私たちメディアが「脱政局」報道に転じて状況を変えていくしかない」と意気込みを語った[21]。

### 野田内閣
- 世論調査で民主党の支持率が凋落が止まらない事態について「信念を貫いて実績を残すことだ。世論を無視する政治は困るが、調査結果に右往左往しない政治は歓迎する。」と野田内閣を激励し、「私たちも世論調査報道の仕方を考えていかねばならない」と述べている[22]。
- 毎日小学生新聞で募集した『野田総理への手紙』を紹介。小学生たちの意見は「消費税の増税は仕方のない部分があるが、増税分の予算は公共工事ではなく福島第一原子力発電所事故による風評被害の防止や被災者支援に使用するべき」という内容で、野田総理大臣にも「子供の意見」として提出することを約束した[23]。
- 2011年10月、第179回国会が始まると「野田首相の答弁は分かりやすくて丁寧」と評価する一方で、谷垣禎一総裁の考えや姿勢は後ろ向きであり、自民党は「何でも反対」の野党に戻りつつあると批判した[24]。
- 野田内閣が消費税の増税を推進すると「野田首相の言っていることは間違っていない。嫌われ者になるだろうなあと私も承知で負担増の話を書いている」と賛同し[25]、政権交代となった第45回衆議院議員総選挙で、民主党が消費税の増税を行わないことを公約し、自民党が消費税を将来的に増税することを公約したことについて、自由民主党の谷垣禎一総裁が「増税は必要ないとの公約で政権取った。けじめつけないと」と民主党に解散総選挙を求めると、「マニフェストを見直せ」と民主党に迫った自民党が公約を翻して消費税増税に転じたことを批判するのは「ご都合主義である」と批判し[26]、自民党は消費税の増税を提案していたのだから、「大人」になって政府に協力するべきだと主張した[27][28]。
- 2012年2月、野田改造内閣で防衛相に任命された田中直紀の国防知識の欠如が追及されていることについて、「政治家が劣化するのは国民が劣化しているからだ」と国民に責任を転嫁した[29]。

### 民主党政権後の政局報道
与良は第1次安倍内閣を「お友だち内閣」とメディアを通じて喧伝し、安倍が病気により総理大臣を辞職して失脚すると「安倍政権は“お友だち内閣”なんて呼ばれていたけど、結局お友だちは誰もいなかったんでしょう」と揶揄したが、2012年9月の自由民主党総裁選挙で安倍が下馬評を覆して自由民主党の総裁に就任すると、毎日子供新聞で「一度首相になった人は、もう一度首相をやる例はほとんどありません」と説明するなど予想外の事態に驚きを見せた。第46回衆議院議員総選挙の中盤情勢世論調査で自民党の圧勝が予想されると「自民が大勝すれば政治が相当変化するのは明らかだろう。有権者の責任は重い」と警告したが、第46回衆議院議員総選挙は自民党が294議席を獲得して圧勝した。与良は選挙結果について「日本社会全体が右傾化している表れ」と評した。

### 第2次安倍内閣
- 安倍内閣が河野談話の見直しなどに言及すると「『一体いつまで、中・韓両国に謝り続けるのか』という日本国内の不満に迎合すれば中国・韓国の信頼を失う」と批判している[32]。
- 田中均元外務審議官が毎日新聞からのインタビューで「国際会議などで、日本が極端な右傾化をしているという声が聞こえる」「中韓に日本を攻撃する口実を与えてしまっている」などと首相の外交姿勢に否定的なコメントを述べたことについて、安倍がFacebook上で小泉政権時代の田中均元外務審議官による対北朝鮮外交を批判し、「彼に外交を語る資格はありません」と述べたことについて、批判や異論を許容できず、意に沿わない人をただ攻撃するのは首相としての器が小さいと非難した[33]。

### 報道倫理についての姿勢
- 2009年3月10日、朝日新聞記者が政治家のオフレコ発言を破ったことについて、与良は「政敵のスキャンダルがよほどうれしかったのか、実名が出ない安心感から、つい本音（希望?）が出たのが実相ではなかろうか」とし、今の政権の危うさを再確認させ、国民の知る権利に答えた報道姿勢であると、新聞記者が情報源の秘匿を守らなかったことを評価している[34]。

## 出演番組

### 現在

#### テレビ
- Nスタ (TBSテレビ)

### 過去

#### テレビ
- みのもんたの朝ズバッ!（TBSテレビ）
- VOiCE（毎日放送） - 2014年4月 -
- サンデーモーニング（TBSテレビ）
- ちちんぷいぷい（毎日放送）

#### ラジオ
- 大沢悠里のゆうゆうワイド（TBSラジオ） - 「与良正男の与良ば斬るぞ!」※水曜
- 大沢悠里のゆうゆうワイド土曜日版 - 不定期（TBSラジオ）

## 著書
- 『与良政談』毎日新聞社 2008年